# میکولا تسیهان
میکولا تسیهان (اوکراینی: Микола Олександрович Циган؛ زادهٔ ۹ اوت ۱۹۸۴) بازیکن فوتبال اهل اوکراین است.
از باشگاه‌هایی که در آن بازی کرده‌است می‌توان به باشگاه فوتبال شینیک یاروسلاول، باشگاه فوتبال کریلیا سووتوف سامارا، باشگاه فوتبال اسپارتاک نعلچیک، و باشگاه فوتبال اسپارتاک ولادی‌قفقاز اشاره کرد.